# انسین باکانی
انسین باکانی (به لاتین: Ancien Bakani) یک منطقهٔ مسکونی در جمهوری آفریقای مرکزی است که در لوبایه واقع شده‌است.

## خصوصیات
انسین باکانی ۴۳۰ متر بالاتر از سطح دریا واقع شده‌است.